# Nola vepallida
Nola vepallida är en fjärilsart som beskrevs av Turner 1944. Nola vepallida ingår i släktet Nola och familjen trågspinnare. Inga underarter finns listade i Catalogue of Life.